# Cornelius Laurimanus
Cornelius Lauwerman, gelatiniseerd tot Laurimanus of Laurimannus, was een toneelschrijver tijdens de renaissance. Hij leefde van omstreeks 1520 tot 1573 in de Nederlanden.

## Leven
Over zijn achtergrond en leven is niet veel bekend; dat is waarschijnlijk te wijten aan het feit dat hij als toneelschrijver niet bijzonder veel bekendheid bezat. Hij kreeg onderwijs aan de Hieronymusschool te Utrecht van de rector aldaar, Macropedius. Deze schreef ook toneelstukken, zoals in die tijd vele schoolmeesters deden, en heeft daarmee meer bekendheid verkregen dan zijn leerling. Laurimanus studeerde vervolgens rechten (waarschijnlijk in Utrecht) maar het is niet bekend of hij ook een juridisch beroep heeft uitgeoefend. In 1554 volgde hij Macropedius op als rector. Hij schreef met name komedies. Laurimanus bleef ondanks de opkomst van de Reformatie een orthodox katholiek.

## Oeuvre
1559 Rationale divinorum officiorum (commentaar op een theologisch werk)
1560 Esthera regina
1562 Exodus sive transitus maris rubri
1562 Miles Christianus
[z.d.]  Odae annales, iuventuti scholae Ultraiectinae modulandae
[z.d.]  Thamar et Tobias, comoediae sacrae
[z.d.]  Nabath, tragicomoedia sacra
vanaf 1569  enige poëzie in het album van Janus Dousa

## Godsdienst
Het schijnt dat Laurimanus het wel eens was met kritiek op gedichten van Janus Dousa, omdat diens poëzie volgens Laurimanus elementen zou hebben bevat die niet strookten met het katholieke geloof. Althans, Dousa zegt in zijn eigen gedichten dat Laurimanus die mening was toegedaan, en verder dat dit hun goede verstandhouding niet deerde.
- Gemeinsame Normdatei: 172611415
- International Standard Name Identifier: 0000 0001 0857 2570
- Nederlandse Thesaurus van Auteursnamen: 070198020
- LIBRIS: 373557
- Système universitaire de documentation: 165284609
- Virtual International Authority File: 47103933
- WorldCat: E39PBJgRTHjYWB6JCxXVPHWRrq